# Tibert Pont
Tibert Pont  (* 23. Januar 1984 in Genf) ist ein Schweizer ehemaliger Fussballspieler, der auf der Position des Mittelfeldspielers (defensives Mittelfeld) spielte. Tibert Pont ist der Sohn von Michel Pont.

## Karriere

### Verein
Tibert Pont spielte bereits in seiner Jugend beim Servette FC Genève in den Jugendauswahlen, im Jahr 2003 erhielt er dann seinen ersten Profivertrag in der 1. Mannschaft des Servette FC. Seither hält er dem Verein die Treue. Auch nach der Zwangsrelegation des Servette FC in die 1. Liga blieb er dem Verein treu und half massgeblich mit, ihn in der Saison 2010/11 wieder bis in die Super League zu führen. Den Abstieg zwei Jahre später konnte er aber auch nicht verhindern.
Nach der Saison 2016/17 erhielt Pont keinen neuen Vertrag mehr bei Servette und wechselte zum FC Stade Nyonnais.
2018–2019 war er an Étoile Carouge ausgeliehen. Seine aktive Karriere beendete er am 1. Juli 2019.

### Nationalmannschaft
Tibert Pont spielte nur ein einziges Länderspiel für die U-20 Auswahl der Schweiz. Dies war am 26. Mai 2004.

## Erfolge
- Saison 2005/06: Aufstieg von der 1. Liga in die Challenge League mit Servette FC Genève
- Saison 2010/11: Aufstieg von der Challenge League in die Super League mit Servette FC Genève
- Saison 2015/16: Aufstieg von der Promotion League in die Challenge League mit Servette FC Genève